# Lago di Paterswolde

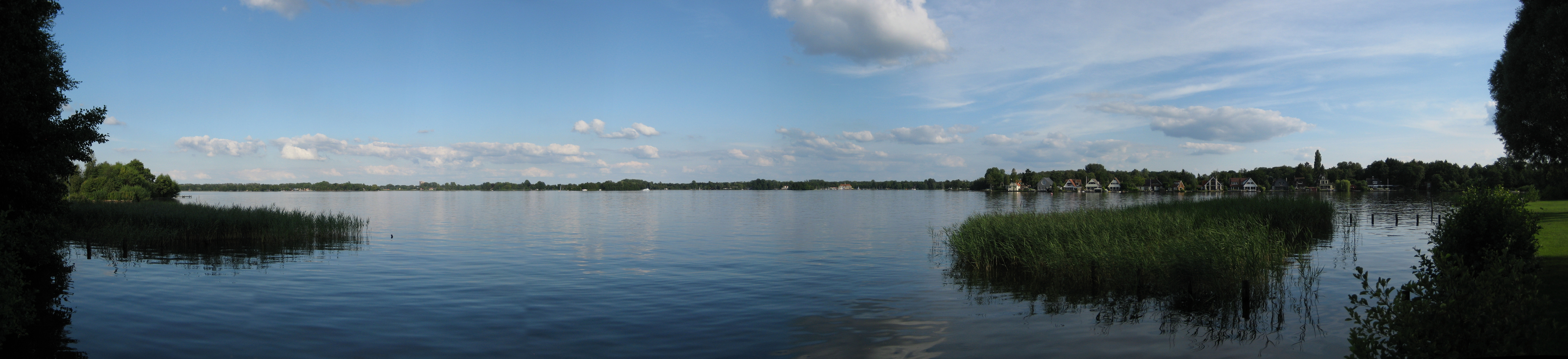
Veduta panoramica del lago di Paterswolde (Paterswoldsemeer)

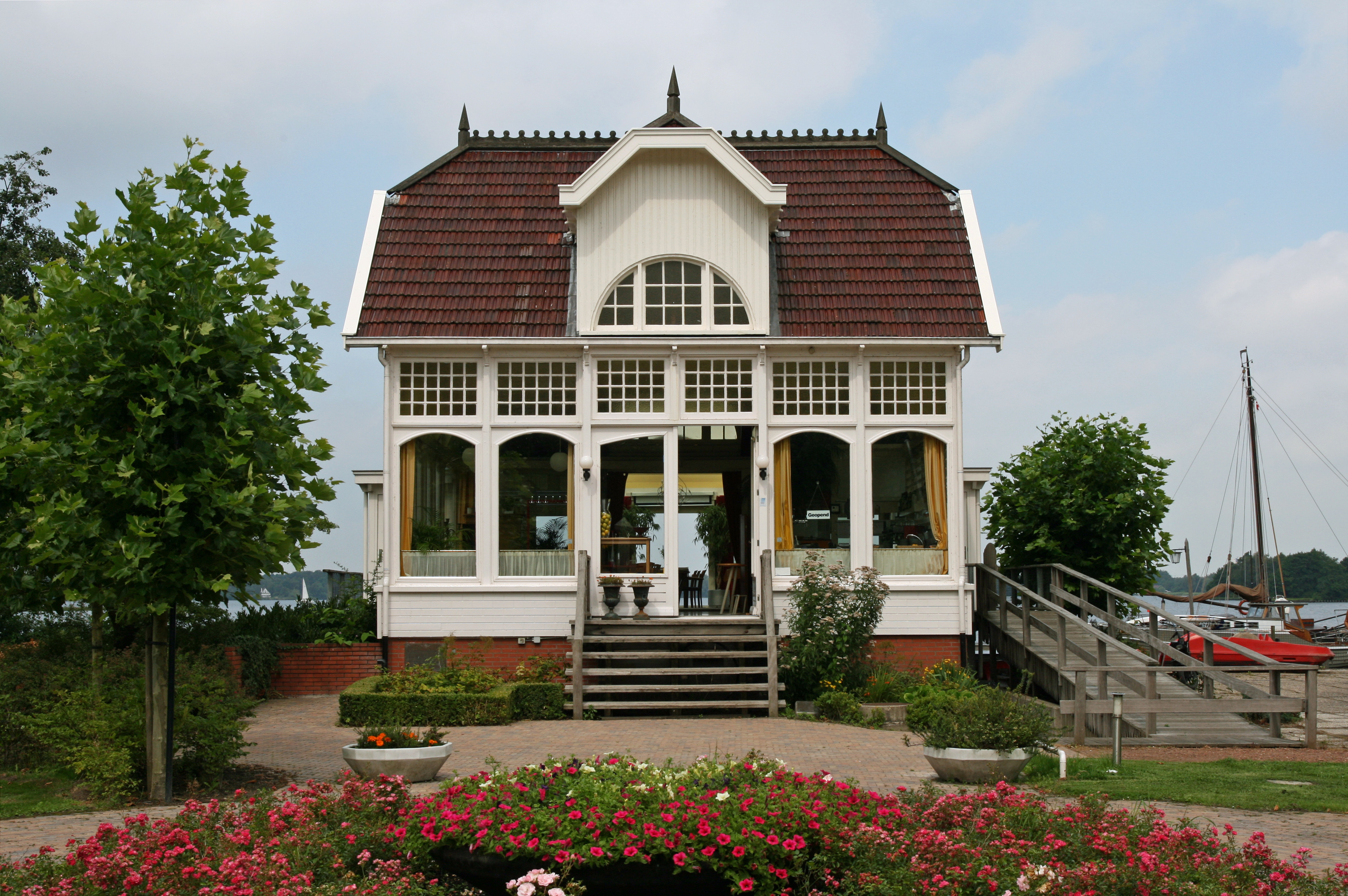
Ristorante che si affaccia sul lago di Paterswolde

Il lago di Paterswolde (in olandese: Paterswoldsemeer o Paterswoldse Meer o Paterswoldermeer) è un lago artificiale di 2,7 km² del nord-est dei Paesi Bassi, situato a cavallo del confine tra le province della Drenthe e di Groninga (provincia). Prende il nome dal villaggio della Drenthe di Paterswolde (che con Eelde forma il centro abitato di Eelde-Paterswolde, frazione del comune di Tynaarlo).

## Geografia

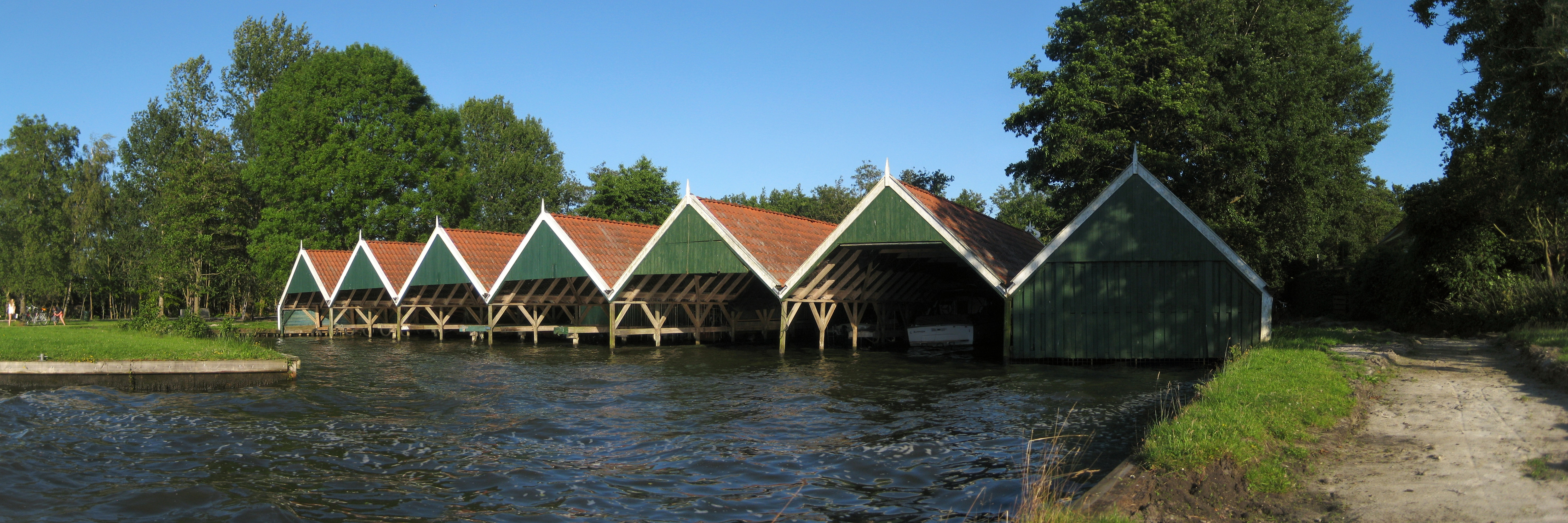
Case galleggianti sul lago di Paterswolde

### Collocazione
Il tratto meridionale del lago si trova nella nord/nord-orientale della provincia della Drenthe, mentre il tratto settentrionale si trova nella parte centro-meridionale della provincia di Groninga. Il lago di Paterswolde è situato poco a nord-ovest di un altro lago, il lago di Zuidlaren (Zuidlaardermeer; lago che prende il nome dalla località di Zuidlaren).

### Località
- Haren (Groninga)
- Eelde-Paterswolde (Drenthe)

## Storia
Fino alla metà del XVIII secolo l'area su cui sorge il lago era ancora una zona di torbiere.
Il lago fu ricavato dall'escavazione di queste torbiere, iniziata nel 1740 da famiglie frisoni che si erano stabilite in zona.
A partire dall'inizio del XX secolo, il lago iniziò ad essere frequentato come meta turistica da parte degli abitanti della città di Groninga.
Nel 1927, fu costruita una diga tra Hoornsediep e Nijeveensterwiek per consentire di poter raggiungere il lago anche via acqua per mezzo di piccole imbarcazioni.
Tra il 1971 e il 1973, fu quindi progettata un'area ricreativa chiamata Hoornsemeer.

## Turismo
Il lago di Paterswolde è frequentato soprattutto dagli amanti degli sport acquatici.